# Neresheim
Neresheim is een gemeente in de Duitse deelstaat Baden-Württemberg, gelegen in het Ostalbkreis. De stad telt 7.991 inwoners.

## Geografie
Neresheim heeft een oppervlakte van 118,56 km² en ligt in het zuidwesten van Duitsland aan de voet van de Zwabische Jura.

## Bezienswaardig
- Het abdijcomplex (1699-1714) met door Neumann ontworpen kloosterkerk, gebouwd tussen 1745 en 1792, in barokstijl.

## Historie
zie abdij Neresheim
Aalen ·
Abtsgmünd ·
Adelmannsfelden ·
Bartholomä ·
Böbingen an der Rems ·
Bopfingen ·
Durlangen ·
Ellenberg ·
Ellwangen ·
Eschach ·
Essingen ·
Göggingen ·
Gschwend ·
Heubach ·
Heuchlingen ·
Hüttlingen ·
Iggingen ·
Jagstzell ·
Kirchheim am Ries ·
Lauchheim ·
Leinzell ·
Lorch ·
Mögglingen ·
Mutlangen ·
Neresheim ·
Neuler ·
Obergröningen ·
Oberkochen ·
Rainau ·
Riesbürg ·
Rosenberg ·
Ruppertshofen ·
Schechingen ·
Schwäbisch Gmünd ·
Spraitbach ·
Stödtlen ·
Täferrot ·
Tannhausen ·
Unterschneidheim ·
Waldstetten ·
Westhausen ·
Wört